# Bredsjö bruk

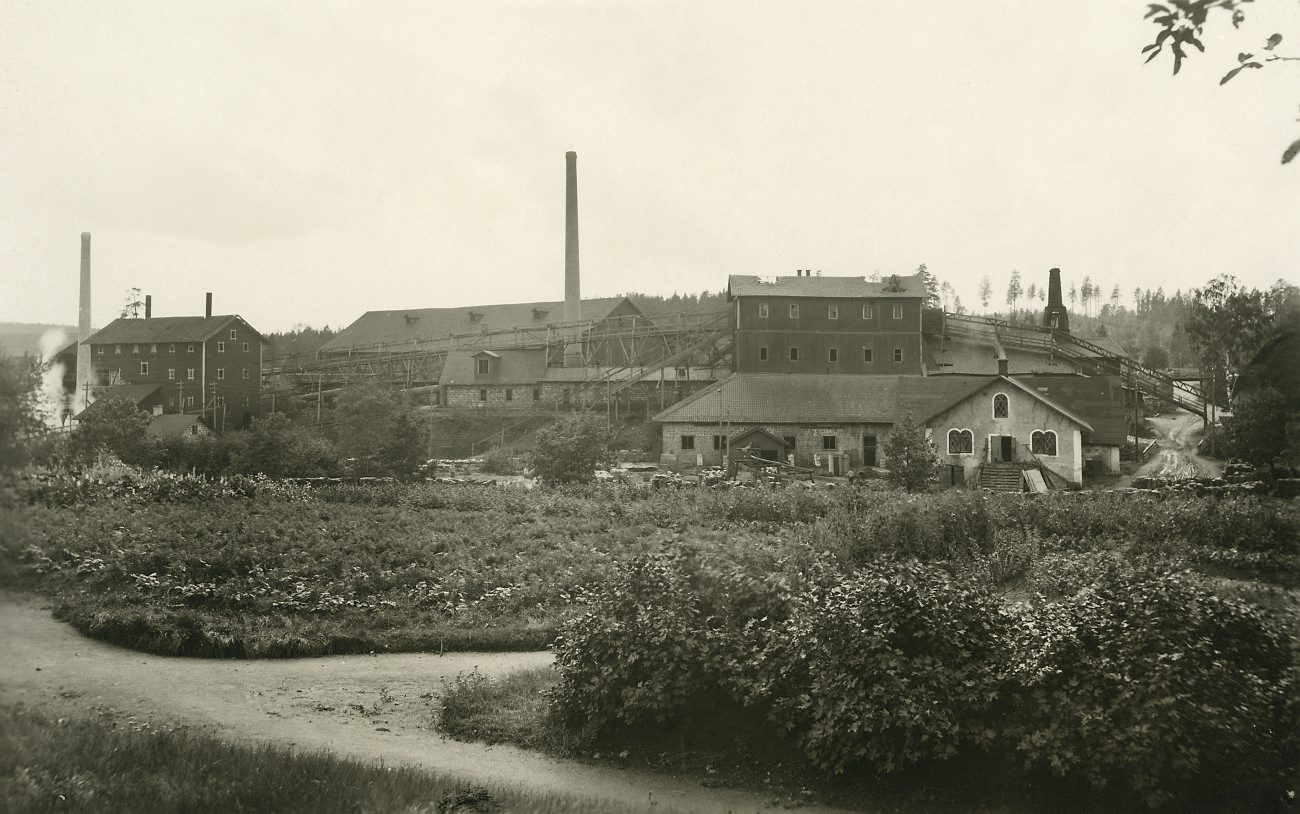
Bredsjö hytta i september 1918.

Bredsjö bruk eller Bredsjö hytta var tidigare ett bruk i småorten Bredsjö.

## Historik
Bredsjö hytta anlades 1676 av Henrik Jakob Hildebrand och Jönshytte hyttelag. Ungefär samtidigt, eller något år senare, anlades även en hammarsmedja. Denna fick emellertid sina privilegier först 1689. Under senare delen av 1700-talet kom Bredsjö bruk att vara i bergsrådet Detlof Heijkenskjöld d.ä.s ägo.
I början av 1890-talet lades Bredsjö hammare ned, och istället bildades AB Bredsjö Bruk 1892 för att fortsätta driften av hyttan. Året därefter, 1893, övertogs hela aktieposten av brukspatronen Lars Larsson. 1899 redovisades att Bredsjö bruk bestod av masugn, lancashiresmedja, klensmedja samt en ytterligare, men nedlagd, klensmedja. Till bruksföretaget hörde även gruvor i trakten, varför ett anrikningsverk och ett briketteringsverk uppfördes i anslutning till bruket 1901–1902. Under 1904 byggdes även linbana mellan gruvan i Ösjöberg och hyttan i Bredsjö.
AB Bredsjö Bruk gick i konkurs 1910 och aktierna övertogs av AB Stjernfors-Ställdalen. Hyttan brann ned 1939, men återuppfördes. Efter att Stora Kopparbergs Bergslags AB (nuvarande StoraEnso) köpt Stjernfors-Ställdalen 1961 nedlades hyttan i Bredsjö. Själva masugnsbyggnaden är idag riven, men vissa andra byggnader som låg i anslutning till hyttan finns kvar.